# Luân canh
Luân canh là việc trồng các loại cây khác nhau trên cùng một diện tích theo một trình tự thời vụ. Luân canh làm giảm sự phụ thuộc vào các loại chất dinh dưỡng, áp lực sâu bệnh và cỏ dại, cũng như giảm xác suất phát triển các loại sâu bệnh và cỏ dại kháng thuốc.
Trong độc canh, trồng duy nhất một loại cây ở cùng một mảnh đất trong nhiều năm liên tiếp dần dần làm cạn kiệt chất dinh dưỡng nhất định của đất và tạo ra một quần thể cỏ dại và sâu bệnh cạnh tranh cao. Nếu không cân bằng giữa việc sử dụng chất dinh dưỡng và đa dạng hóa các quần thể cỏ dại và sâu bệnh thì năng suất của các khu đất canh tác độc canh sẽ phải phụ thuộc nhiều vào các yếu tố đầu vào bên ngoài. Ngược lại, việc luân canh cây trồng được tổ chức và sắp xếp tốt có thể làm giảm nhu cầu về phân bón tổng hợp và thuốc diệt cỏ thông qua việc tận dụng các yếu tố sinh thái từ nhiều loại cây trồng khác nhau. Ngoài ra, luân canh cây trồng có thể cải thiện cấu trúc đất và chất hữu cơ, chống xói mòn và tăng khả năng phục hồi của hệ thống nông trại.
Các chế độ canh tác khác như thủy lợi, bón phân, tưới nước, làm đất, diệt trừ cỏ dại,...đều căn cứ vào loại cây trồng, trình tự luân phiên cây trồng trong hệ thống luân canh để xây dựng các biện pháp kỹ thuật cụ thể cho suốt cả chu kỳ luân canh. Mỗi loại cây trồng yêu cầu một số chất dinh dưỡng nhất định và có một số đặc tính thực vật riêng biệt cho nên chỉ có thể hút được chất dinh dưỡng ở một độ sâu nhất định. Chẳng hạn, nếu trồng mãi cây ăn củ làm cho đất nghèo kali, trồng mãi cây ăn rau lá làm cho đất nghèo đạm. Những loại cây họ đậu rễ ăn sâu, có khả năng đồng hóa được những chất khó tan, đặc biệt là những dạng lân khó tiêu, nếu được luân canh sẽ làm cho đất thêm sâu tầng canh tác, thêm phong phú các chất dinh dưỡng, khắc phục được sự mất cân đối một số chất dinh dưỡng do chế độ độc canh gây ra.